# Owo (Nigeria)
Owo ist eine Stadt im nigerianischen Bundesstaat Ondo und liegt im Südwesten von Nigeria. Einer Berechnung von 2012 zufolge hat sie 166.357 Einwohner.
Owo ist ein Landwirtschaftszentrum zwischen Benin City und Ile-Ife. In der Stadt werden Yams, Maniok, Mais, Okra, Pfeffer, Kakao und Baumwolle gehandelt. Zwischen 1400 und 1600 war Owo Zentrum eines Yoruba-Staates. Ausgrabungen, die von 1969 bis 1971 von Ekpo Eyo geleitet wurden, förderten Terrakottaskulpturen aus dem 15. Jahrhundert zutage, welche den Einfluss der kulturellen Traditionen von Benin City und Ile-Ife bezeugen.
Owo und seine Umgebung bilden eine der 18 Local Government Areas (LGA) des Bundesstaates Ondo mit einer Fläche von 1026,83 km². Bei der vorletzten Volkszählung 1991 hatte die LGA 157.181 Einwohner und damit eine Bevölkerungsdichte von 153 Einwohnern je km².
Im Juni 2022 wurde in Owo ein Anschlag auf die katholische Kirche St. Francis Xavier verübt, bei dem vermutlich bis zu über 50 Besucher eines Pfingst-Gottesdienstes getötet wurden.